# Blood Money (computerspel)
Blood Money is een computerspel dat werd ontwikkeld door DMA Design Limited en uitgegeven door Psygnosis Limited. Het spel kwam in 1989 uit voor de Commodore Amiga en de Atari ST. Later volgde ook release voor andere homecomputers. Het actiespel is van het type shoot 'em up. Het spel kan horizontaal en verticaal scrollen. De speler speelt vier missies en moet de slechteriken vermoorden en hun geld afpakken. Met het geld kan in winkels de uitrusting worden verbeterd. Het spel is Engelstalig en kan met een of twee spelers gespeeld worden.

## Platforms
| Jaar | Platform          |
| ---- | ----------------- |
| 1989 | Amiga, Atari ST   |
| 1990 | Commodore 64, DOS |

## Ontvangst
| Beoordeeld door                       | Platform     | Datum         | Score |
| ------------------------------------- | ------------ | ------------- | ----- |
| The Games Machine (GB)                | Commodore 64 | augustus 1990 | 90%   |
| The Atari Times                       | Atari ST     | 7 juni 2005   | 90%   |
| Computer and Video Games (CVG)        | Amiga        | juni 1989     | 85%   |
| ASM (Aktueller Software Markt)        | Amiga        | mei 1989      | 83%   |
| Power Play                            | Amiga        | juni 1989     | 82%   |
| Computer and Video Games (CVG)        | Commodore 64 | augustus 1990 | 79%   |
| The One                               | Amiga        | juni 1989     | 74%   |
| ACE (Advanced Computer Entertainment) | Amiga        | juli 1989     | 73%   |
| Amiga User International              | Amiga        | juli 1989     | 70%   |
| ACE (Advanced Computer Entertainment) | DOS          | juni 1990     | 70%   |